# Bonriki

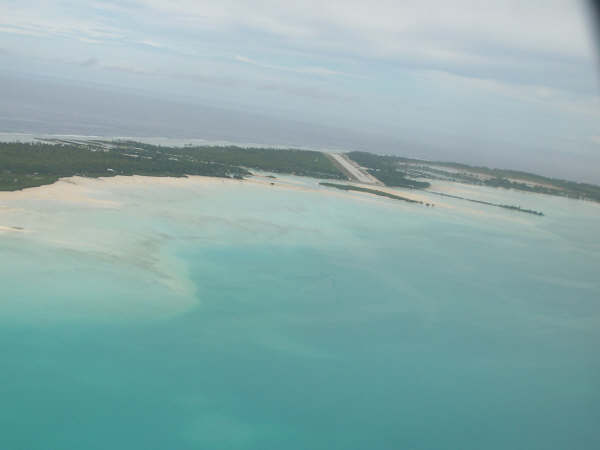
O Aeroporto Internacional de Bonriki visto do ar, o único aeroporto internacional de Kiribati

Bonriki é uma ilha do Kiribati, sendo uma subdivisão de Tarawa.